# سیگارود
سیگارود، روستایی از توابع بخش کومله شهرستان لنگرود در استان گیلان ایران است.

نمایی از مسجد جامع سیگارود

## جمعیت
سیگارود در دهستان دریاسر قرار دارد و براساس سرشماری مرکز آمار ایران در سال ۱۳۸۵، جمعیت آن ۶۳۲ نفر (۲۰۴خانوار) بوده‌است.
روستای سیگارود، نامش را از واژهٔ گیلکی " سیکه؛ سیکا " به معنای مرغابی هوایی وامدار بوده و " سیگارود در واقع دگرگون شدهٔ واژه " سیکه رود " یعنی، " رود مرغابی (های) هوایی می‌باشد و نام این روستا امروزه در متون و گفتار به طور رسمی سیگارود ذکر می‌شود.

ماهیگیری در شلمان رود- محدوده روستای سیگارود و خلیفه محله

عمارت سیگارودی از آثار تاریخی این روستا و شهرستان لنگرود می‌باشد.